# Автомат тяги
Автомат тяги — это система, которая в автоматическом режиме управляет тягой двигателей. Автомат перемещает РУДы так, чтобы поддерживать заданные обороты двигателя или заданную скорость в течение полёта. Он рассчитан для работы совместно с автопилотом и навигационным компьютером.

## Рабочие режимы
Автомат тяги может поддерживать параметры полёта, такие как скорость и тяга. Современные автоматы тяги — это управляемые компьютером электромеханические системы, которые контролируют следующие режимы работы: взлёт, набор высоты, занятие заданной высоты, крейсерский полёт, снижение, заход на посадку, уход на второй круг.

## История
Первый примитивный автомат тяги был установлен на немецком реактивном истребителе Me-262 в конце Второй мировой войны, он контролировал такой параметр работы двигателя как расход топлива.
На пассажирских лайнерах советского производства (и не только пассажирских) устанавливались автоматы тяги, автоматически корректирующие перемещение РУД в незначительных пределах (ход был сильно ограничен с целью безопасности). Такие АТ в основном применялись для стабилизации скорости или числа Маха на заданном эшелоне. Однако на некоторых самолётах стабилизация V и M работала по другому принципу — за счёт постоянного автоматического изменения угла тангажа системой автоматического управления полётом. Такой принцип стабилизации скорости не мог работать одновременно с автоматической стабилизацией барометрической высоты.
Сегодня система управления полётом дополняется электронно-цифровой системой управления двигателем, которая регулирует множество других параметров.